# Brett Climo
Brett Climo (Sídney, Nueva Gales del Sur; 26 de septiembre de 1964) es un actor australiano, principalmente conocido por haber interpretado a Michael Langley en A Country Practice y a Peter Healy en Sons and Daughters.

## Biografía
En octubre de 1996, Brett se casó con Michelle Louis.

## Carrera
En 1983 se incorporó al reparto de la serie Sons and Daughters donde interpretó a Peter Healy.
En 1987 se unió al elenco principal de la serie A Country Practice donde interpretó a Michael Langley hasta 1989. Anteriormente en 1982 interpretó a Barry Hall durante los episodios "Prisoner of the Valley: Part 1 & 2" y en 1984 a Sandy Hughes durante los episodios "Horse of a Different Colour: Part 1 & 2 ".
Ese mismo año se unió al elenco de la serie The Flying Doctors donde interpretó al doctor David Ratcliffe hasta 1993.
En 1994 se unió al elenco de la serie Snowy River: The McGregor Saga donde dio vida a Colin McGregor hasta 1996.
Entre 1997 y 1998 apareció como invitado en la serie policíaca Blue Heelers donde interpretó al oficial de policía Robbie Doyle, el hermano de la oficial Margaret "Maggie" Doyle (Lisa McCune). Robbie muere luego de que salvara a su hermana de un traficante de drogas; anteriormente Robbie fue brevemente interpretado por el actor David Wenham.
En el 2000 se unió al elenco de la serie Eugenie Sandler P.I. donde interpretó al investigador privado Ray Sandler hasta el final de la serie ese mismo año.
En el 2001 apareció como personaje invitado en varios episodios de la serie médica All Saints donde interpretó al doctor Malcolm Pussle. Anteriormente había aparecido por primera vez en la serie en 1998 donde interpretó a Bryan Taylor durante el episodio "Happy Death Day".
En el 2002 apareció como invitado en la serie The Angel Files donde interpretó al asistente Nathan.
En el 2008 se unió al elenco de la serie The Elephant Princess donde interpretó a Omar, el asesor principal de la fallecida reina Nefari y de su hija la reina Alex Wilson (Emily Robins) hasta el 2009.
En el 2011 se unió al elenco de la película hecha para la televisión Underbelly Files: Tell Them Lucifer Was Here donde interpretó al detective inspector de la policía Paul Sheridan.
En el 2012 apareció en la película para la televisión The Mystery of a Hansom Cab donde interpretó a Oliver Whyte. En ella trabajó junto a los actores Anna McGahan, John Waters, Chelsie Preston Crayford y Felix Williamson.
En abril del 2013 se unió al elenco principal de la nueva serie A Place To Call Home donde interpretó a George Bligh, el hijo de Elizabeth Bligh (Noni Hazlehurst), hasta el final de la serie en el 2014 luego de finalizar su segunda temporada.

## Filmografía

### Series de televisión
| Año         | Título                         | Personaje           | Notas                              |
| ----------- | ------------------------------ | ------------------- | ---------------------------------- |
| 2013 - 2014 | A Place To Call Home           | George Bligh        | 57 episodios                       |
| 2012        | Australia on Trial             | John Plunkett       | episodio "Massacre at Myall Creek" |
| 2011        | Killing Time                   | David Ross          | episodio # 1.6                     |
| 2010        | Cops: L.A.C.                   | Dave                | episodio "Ghost House"             |
| 2008 - 2009 | The Elephant Princess          | Omar                | 26 episodios                       |
| 2009        | City Homicide                  | Victor Carling      | episodio "Stolen Sweets"           |
| 2001, 2003  | All Saints                     | Dr. Malcolm Pussle  | 16 episodios                       |
| 2002        | The Angel Files                | Nathan              | episodio "Pilot Movie"             |
| 2001        | Something in the Air           | Steve Saks          | 3 episodios                        |
| 2000        | Eugenie Sandler P.I.           | Ray Sandler         | 13 episodios                       |
| 2000        | Tales of the South Seas        | -                   | episodio "The Assassin"            |
| 2000        | Stingers                       | Dr. Gresham         | 4 episodios                        |
| 1999        | Water Rats                     | Terry Spiro         | episodio "Santiago Rain"           |
| 1997 - 1998 | Blue Heelers                   | Robbie Doyle        | 9 episodios                        |
| 1998        | The Silver Brumby              | Thowra              | -                                  |
| 1997        | Murder Call                    | Kim Kouros          | episodio "Black Friday"            |
| 1994 - 1996 | Snowy River: The McGregor Saga | Colin McGregor      | 65 episodios                       |
| 1996        | Pacific Drive                  | Shane Ritchie       | -                                  |
| 1987 - 1993 | The Flying Doctors             | Dr. David Ratcliffe | 32 episodios                       |
| 1993        | Snowy                          | Gordon King         | episodio "Mick's Cafe"             |
| 1992        | Tracks of Glory                | Jonathan Dodds      | miniserie                          |
| 1991        | G.P.                           | Danny Tanner        | 5 episodios                        |
| 1991        | Embassy                        | Joshua              | episodio "Cherchez La Femme"       |
| 1987 - 1989 | A Country Practice             | Michael Langley     | 121 episodios                      |
| 1987        | Vietnam                        | Ritchie             | miniserie                          |
| 1985        | A Fourtunate Life              | Terry               | miniserie - episodio "Providence"  |
| 1984        | Five Mile Creek                | Brennan             | episodio "The Hangman's Noose"     |
| 1983        | Sons and Daughters             | Peter Healy         | 76 episodios                       |

### Películas
| Año  | Título                                       | Personaje       | Notas                                                                                             |
| ---- | -------------------------------------------- | --------------- | ------------------------------------------------------------------------------------------------- |
| 2012 | The Mystery of a Hansom Cab                  | Oliver Whyte    | junto a John Waters, Shane Jacobson, Chelsie Preston Crayford & Felix Williamson                  |
| 2011 | Underbelly Files: Tell Them Lucifer Was Here | Paul Sheridan   | junto a Paul O'Brien, Ditch Davey, Todd Lasance, Marshall Napier & Don Hany                       |
| 2009 | Blessed                                      | Michael         | junto a Frances O'Connor, Miranda Otto, Deborra-Lee Furness, William McInnes & Sophie Lowe        |
| 2006 | Penicillin: The Magic Bullet                 | Norman Heatley  | junto a Jasper Bagg, Daniela Farinacci & Nikolai Nikolaeff                                        |
| 2006 | Lost and Found                               | McKenzie Morgan | junto a Rebecca Gibney, Frankie J. Holden & Nicholas Hope                                         |
| 2005 | Little Oberon                                | Dr. Vivian Cage | junto a Sigrid Thornton, Tasma Walton, Brittany Byrnes & Helen Dallimore                          |
| 2002 | Shuang Tong                                  | Asesino Serial  | junto a Tony Leung Ka Fai, David Morse & Rene Liu                                                 |
| 1999 | Close Contact                                | Chris Price     | junto a Amanda Douge, Grant Bowler, Kimberley Davies & Abbie Cornish                              |
| 1998 | Halifax f.p: Without Consent                 | Danny           | junto a Rebecca Gibney & Steve Jacobs                                                             |
| 1996 | The Inner Sanctuary                          | Andrew          | junto a Lisa McCune & Kym Wilson                                                                  |
| 1995 | Blackwater Trail                             | Padre Micahel   | junto a Judd Nelson, Dee Smart, Peter Phelps & Rowena Wallace                                     |
| 1993 | Body Melt                                    | Brian Rand      | junto a Gerard Kennedy, Andrew Daddo, Ian Smith, Matthew Newton, William McInnes & Suzi Dougherty |
| 1987 | Going Sane                                   | Matthew Brown   | junto a John Waters, Judy Morris, Linda Cropper & Denise Roberts                                  |
| 1987 | Outback Vampires                             | Bronco          | junto a Richard Morgan, Angela Kennedy, Richard Carter & Annie Semler                             |
| 1986 | Dead-End Drive-In                            | Don             | junto a Ned Manning, Lyn Collingwood & Melissa Davis                                              |
| 1986 | I Own the Racecourse                         | Oficial Eadie   | junto a Gully Coote, Tony Barry, Rodney Burke & Anthony Mangan                                    |
| 1985 | Archer                                       | Dave Power      | junto a Robert Coleby, Claire Corbett & Barry Lovett                                              |
| 1985 | A Street to Die                              | Trevor          | junto a Chris Haywood, Jennifer Cluff & Arianthe Galani                                           |
| 1985 | Relatives                                    | Ross            | junto a Michael Aitkens, Ray Barrett, Rebekah Elmaloglou, Ray Meagher & Rowena Wallace            |
| 1984 | High Country                                 | Alex Corbett    | junto a John Waters, Tom Oliver, Terry Serio, Simone Buchanan & Tim Hughes                        |
| 1983 | Chase Through the Night                      | Ray             | junto a Nicole Kidman, Lyn Collingwood, John Jarratt & Scott McGregor                             |

### Teatro
| Año         | Obra                | Personaje    | Director (a)  | Teatro                    | Notas                                                                     |
| ----------- | ------------------- | ------------ | ------------- | ------------------------- | ------------------------------------------------------------------------- |
| 2003 - 2004 | The Ishmael Club    | Will Dyson   | Denis Moore   | Playbox's Beckett Theatre | junto a Robert Menzies & Asher Keddie                                     |
| 2002        | The Lady in the Van | Alan Bennett | -             | Sídney Opera House        | -                                                                         |
| 2001        | Betrayal            | -            | -             | -                         | -                                                                         |
| 2000        | Crazy Brave         | Jim Morgan   | -             | Malthouse Theatre         | -                                                                         |
| 1999        | Fred                | -            | -             | Melbourne Theatre         | -                                                                         |
| 1991        | Hay Fever           | -            | Rodney Fisher | Playhouse Theatre         | junto a William McInnes, Merridy Eastman, Heather Mitchell & Alison Whyte |